# 모리 유스케
모리 유스케(일본어: 森 勇介, 1980년 7월 24일 ~ )는 일본의 전 축구 선수이다.

## 구단 경력
과거 도쿄 베르디, 베갈타 센다이, 교토 퍼플 상가, 가와사키 프론탈레, FC 기후, SC 사가미하라에서 활동하였다.